# 日本エイアンドエル
日本エイアンドエル株式会社（にっぽんエイアンドエル、英: NIPPON A&L INC.）は、双日と住友化学の共同出資による化学メーカー。社名のA（ABS樹脂）&L（Latex=ラテックス）が示すとおり、合成樹脂と合成ゴムの製造が中心である。

## 沿革
（住化AL）
- 1963年 - 住友化学とUSラバーとの折半出資により、ABS樹脂やスチレン・ブタジエンゴムの製造を行う住友ノーガタック設立。
- 1980年 - USラバーがABS樹脂から撤退、住友ノーガタックは住友化学の100%子会社となる。
- 1988年 - 住友化学とダウ・ケミカルのポリカーボネート樹脂の合弁が決定、ダウ・ケミカルが住友ノーガタックに35%出資。
- 1992年 - 出資比率を50:50とし、社名を住友ダウ（旧）に改称。
- 1996年 - 住友化学100%出資とし、社名を住化エイビーエス・ラテックスに改称。新たに住友化学・ダウケミカル折半出資の（新）住友ダウ株式会社設立。

（三井化学）
- 1960年 - スチレン樹脂製造開始
- 1964年 - SBRラテックス製造開始
- 1983年 - 連続塊状重合ABS樹脂製造開始
- 1997年 - 三井石油化学工業と三井東圧化学が合併、三井化学発足
- 1999年 - 住化エイビーエス・ラテックスと三井化学のABS・ラテックス事業を統合、日本エイアンドエル株式会社発足。

## 事業所
- 本社 - 〒541-0043 大阪府大阪市中央区北浜四丁目5-33
- 東京 - 〒103-0026 東京都中央区日本橋小網町1-8
- 名古屋 - 〒461-0005 愛知県名古屋市東区東桜一丁目13-3
- ロトール工場 - 〒554-0023 大阪府大阪市此花区春日出南二丁目10番20号
- 愛媛工場 - 〒792-0801 愛媛県新居浜市菊本町二丁目10-2
- 大阪工場 - 〒592-8501 大阪府高石市高砂一丁目6（三井化学大阪工場内）
- 千葉工場 - 〒299-0295 千葉県袖ケ浦市北袖2番1号（住友化学千葉工場内）
- 研究所ラテックス研究グループ - 〒554-8558 大阪府大阪市此花区春日出中三丁目1番98号（住友化学大阪研究所内）

## 主な製品
- ABS樹脂（年間生産能力10万トン）
- AES樹脂（同 1万トン）
- ASA樹脂（同 1万トン）
- SBR・NBRラテックス（同 9万トン）
- ラテックスコンパウンド（同 1万8千トン）